# Roda anglesa

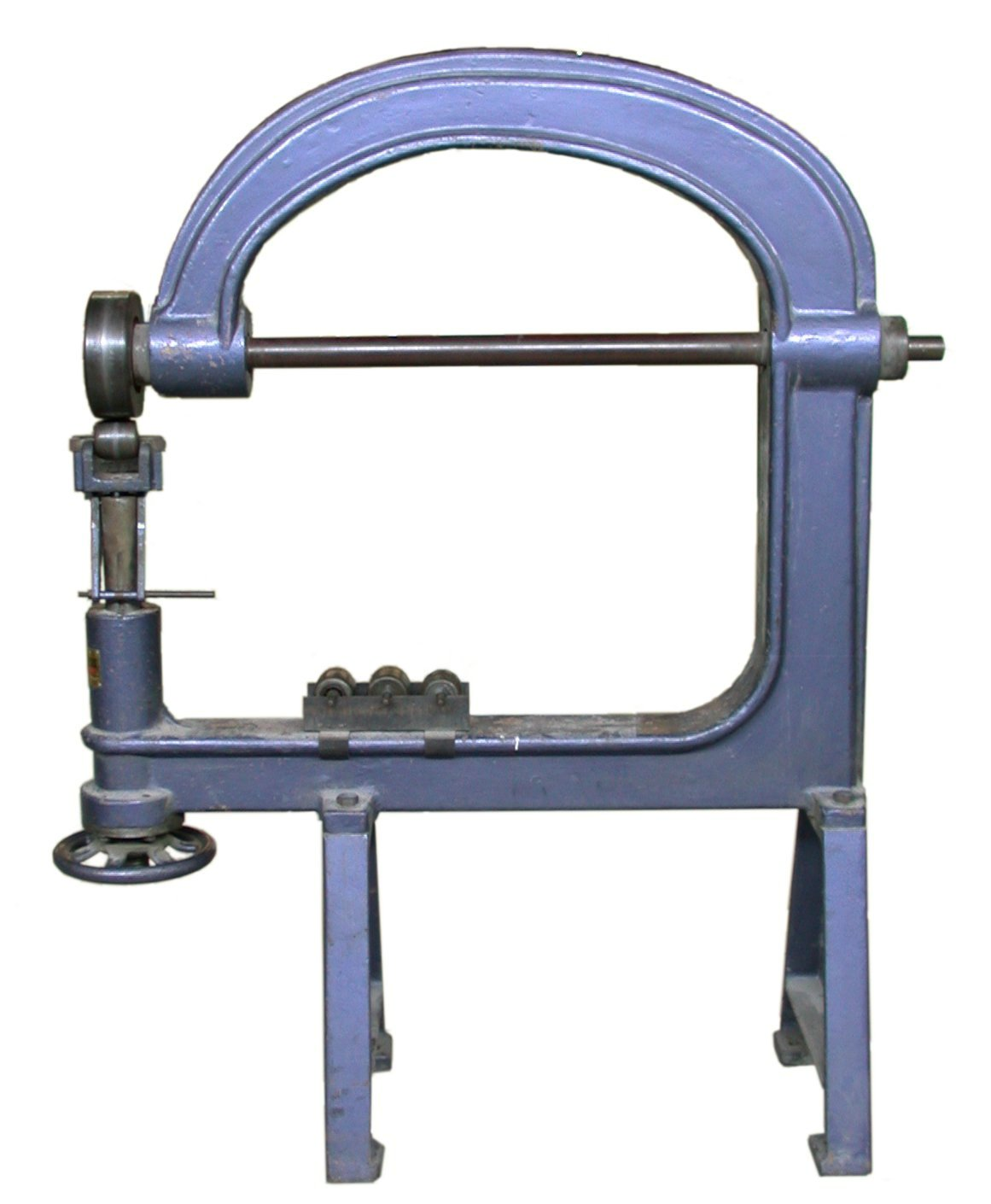
Una roda anglesa

La roda anglesa és una màquina manual per a tractar planxa de metall i crear sense problemes, formes arrodonides de planxa d'acer - o d'alumini. Té la forma d'una gran "C" tancada amb dues rodetes en els extrems. La rodeta inferior sol tenir un radi més petit que la superior. Les màquines més grans solen tenir la rodeta superior de fins a vuit centímetres d'ample i fins a 25 de diàmetre. La roda superior és plana, mentre que l'inferior té una superfície arrodonida. El radi de curvatura de l'inferior té una relació molt directa amb la magnitud de la curvatura que es vulgui donar a la planxa, i fins i tot la forma final. Es disposa d'una sèrie de perfils diferents per a la roda inferior, depenent del que es vol fabricar.
El seu ús consisteix a fer passar la planxa cap enrere i cap endavant entre les dues rodes. La pressió entre les rodes permet que la placa s'aprimi i es vagi estirant. El procés fa que la placa vagi agafant forma al voltant de la roda inferior, amb la seva secció rodona. La pressió en el punt de contacte - que varia amb el radi del perfil de la roda inferior, la pressió aplicada i el nombre de vegades que es fa passar la placa entre les rodes - determina la magnitud de la deformació. Per obtenir la forma que es desitja, es pot canviar mentre es treballa entre les diferents tipus de perfil de roda inferior. Conèixer la combinació de les diferents rodes que cal utilitzar i la pressió correcta que cal aplicar, és un art complex que costa un temps relativament llarg d'aprendre.